# Gelatina de postres

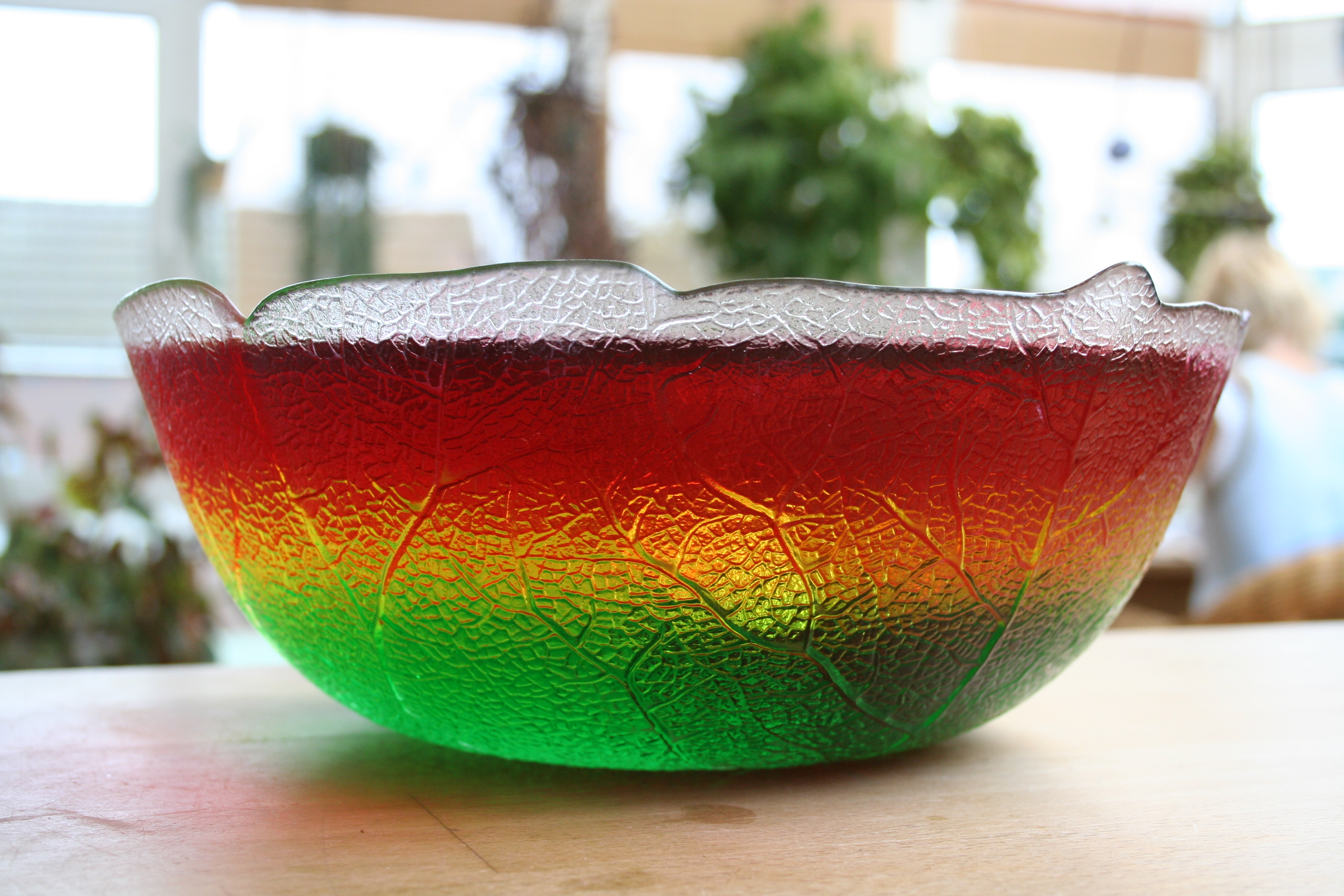
Gelatina de postre, en una dulcera.

El empleo más común de la gelatina es en la elaboración de gelatina de postres o jaletina. Es muy frecuente ver preparaciones sólidas de estos postres saborizadas con aromas artificiales en los supermercados. La gelatina preparada se comercializa en los supermercados de diversas formas. Las marcas de mayor comercialización son Jell-O de la empresa multinacional Kraft Foods en Estados Unidos, Hartley's (antes, Rowntree's) en el Reino Unido, Aeroplane Jelly en Australia y Royal en América Latina y en España.[cita requerida]

## Producción
La producción de gelatina comienza con el remojo de pieles de ganado porcino o de ganado vacuno, ya sea en un ácido diluido o en una solución de cal. Los huesos del cerdo o de la res se desengrasan y se empapan en ácido o en cal, a fin de eliminar el calcio. La materia resultante son los tejidos blandos de oseína. La oseína se empapa por completo en agua. Este proceso hidroliza parcialmente el colágeno, que no es soluble en agua antes de este paso en la producción. El cuero, la piel o los huesos se lavan y luego se cuecen en agua caliente, para extraer la gelatina. El extracto se seca y se pica en polvo.
Por lo general, para elaborar postres de gelatina la gelatina en polvo se mezcla con azúcar (o edulcorantes en el caso de las dietéticas) y con aditivos como el ácido adípico, el ácido fumárico, el citrato de sodio y saborizantes artificiales, así como con colorantes alimentarios y con agua muy caliente. Se añade y se espera hasta que se hinche y hasta que se derrita la gelatina en polvo. El postre se cuaja lentamente en forma de geles, a medida que se enfría. Debido a que el colágeno se transforma en gran medida, el producto final no se debe clasificar como carne ni como producto de origen animal[cita requerida]. Por lo menos así lo clasifica el gobierno federal de los Estados Unidos. Una reciente sentencia de la FDA permite el uso de la gelatina en los alimentos orgánicos, aunque no sea tratada como producto orgánico. Contrariamente a la percepción que se pueda tener, las pezuñas y cuernos no se utilizan en el proceso de producción.

## Alternativas
Algunos postres gelatinosos pueden ser realizados con agar en lugar de emplear gelatina, permitiendo mantener la estructura gelatinosa a altas temperaturas. El agar es un producto elaborado a partir de diversas algas, se emplea en los preparados rápidos de gelatinas en muchos postres asiáticos, lo que lo convierte en una alternativa para los veganos y vegetarianos. El agar está más relacionado con la pectina y otros carbohidratos de las plantas y menos con la gelatina. Otra alternativa vegetariana a la gelatina es el uso de carragenina, que es mucho más firme que el agar, ya que se emplea en la cocina kosher. A diferencia del agar, la carragenina tiende a tener un olor no tan desagradable cuando se cocina.

## Consumo
Como su nombre lo indica, se consume casi siempre como postre, si bien también se puede consumir como merienda. En Venezuela es común usarla como acompañamiento de la torta en los cumpleaños junto con el quesillo.